# Elementare kognitive Aufgabe
Als elementare kognitive Aufgabe (engl. elementary cognitive task) wird in der Differentiellen und Allgemeinen Psychologie eine Versuchsanordnung bezeichnet, die eine kleine Anzahl grundlegender mentaler Prozesse und deren spezifische Reaktionen testet. Es gibt keine einheitlichen Kriterien, die eine solche Aufgabe erfüllen muss. 
Der englische Begriff (ECT) wurde 1980 von John Bissell Carroll vorgeschlagen. Er nahm an, man könne Test-Performance analysieren, indem man sie auf ihre Bestandteile herunterbricht.
Trotz der kognitiven Simplizität solcher Aufgaben fanden sich doch Korrelationen zwischen der in ihnen erreichten Performance und anderen Aufgaben und Konstrukten, zum Beispiel zwischen dem Raven-Test (Progressive Matrizen) und der Intelligenz im Generalfaktorenmodell. Trotzdem muss betont werden, dass die Korrelationen in der Geschwindigkeit elementarer kognitiver Aufgaben bisher nicht ausreichend untersucht sind, um klare Schlussfolgerungen ziehen zu können.
Weitere Beispiele elementarer kognitiver Aufgaben sind: 
- Hick‘scher Wahlreaktionsversuch (Roth, 1964)
- Inspektionszeiten nach Chris Brand & Ian Deary (1982)
- Memory-Scanning Task nach Saul Sternberg
- Letter-Matching Task nach Michael Posner
- Rotationsproblem